# Obiektyw fotograficzny

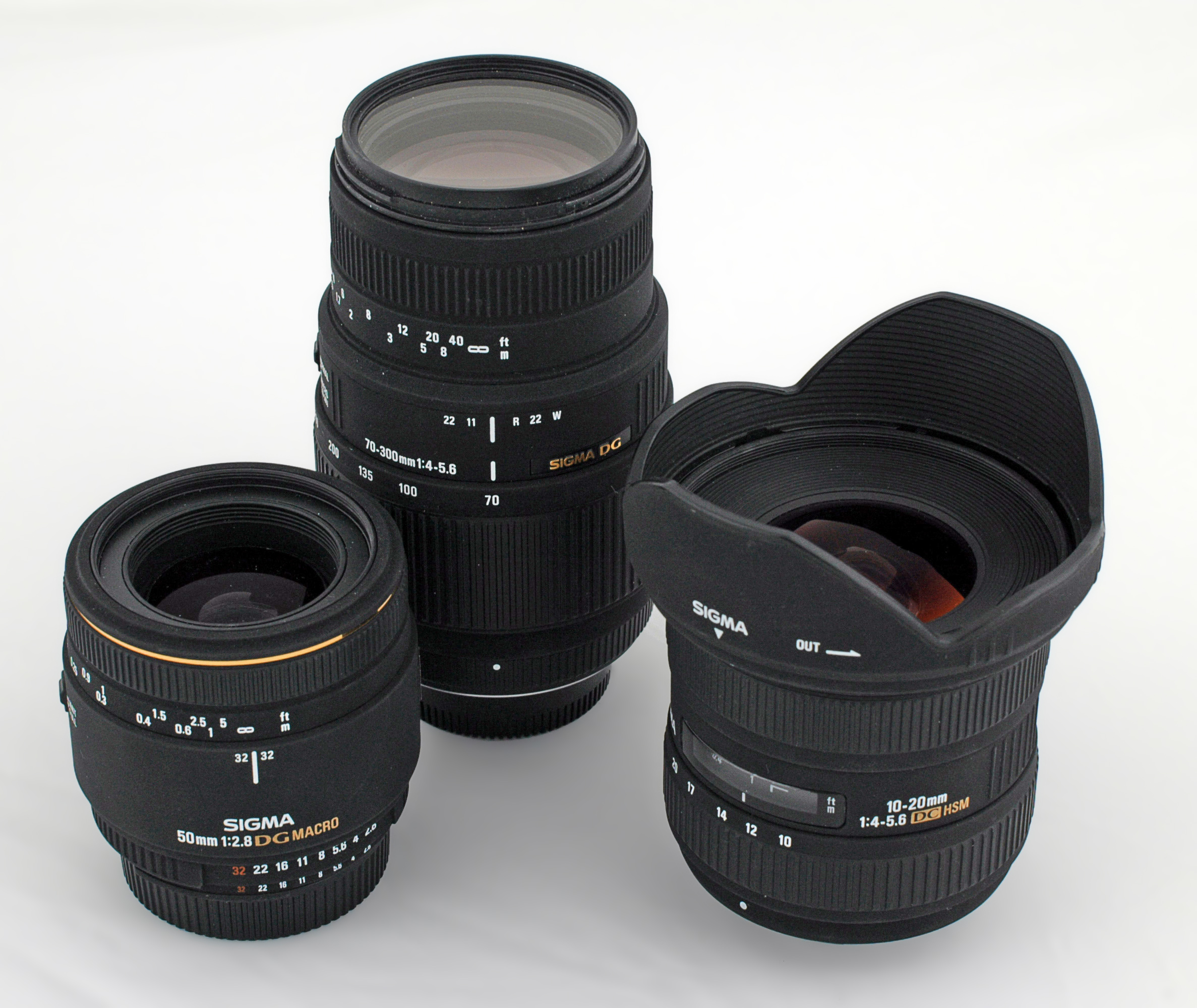
Zestaw obiektywów do lustrzanki jednoobiektywowej: 1:2,8/50 Macro, 1:4-5.6/70-300 oraz 1:4-5.6/10-20

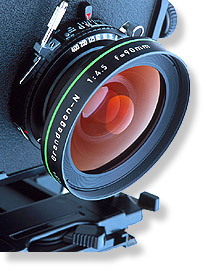
Obiektyw do aparatu wielkoformatowego

Obiektyw fotograficzny – układ optyczny (ewentualnie pojedyncza soczewka), który w aparacie fotograficznym tworzy na matówce, błonie fotograficznej albo światłoczułej matrycy CCD lub CMOS obraz widzianych obiektów.
Za wynalazcę soczewkowego obiektywu fotograficznego uważa się Girolama Cardana, który w 1550 r. zastąpił otwór w camera obscura pojedynczą soczewką skupiającą, ale za pierwszy obiektyw fotograficzny uważany jest otwór camery obscura powstały około roku 900.

## Podstawowe cechy i parametry

### Ogniskowanie i mocowanie
Podstawową rolą obiektywu jest ogniskowanie promieni światła w płaszczyźnie matrycy lub błony światłoczułej (tak by otrzymać ostry obraz). By było to możliwe, konieczne jest ustawienie obiektywu w odpowiedniej odległości od tej płaszczyzny oraz od obiektu. W zależności od typu aparatu i obiektywu może to być wykonywanie ręcznie, lub automatycznie – w obiektywach wyposażonych w autofocus.
W aparatach z wymiennymi obiektywami stosowanych jest kilka systemów ich mocowania. Niekiedy jest możliwe połączenie obiektywu jednego systemu z aparatem innego za pomocą specjalnego adaptera, zwykle jednak powoduje to ograniczenie funkcjonalności takiego zestawu. Niektóre systemy mocowania były niegdyś popularne i stosowane przez wiele firm – gwinty M39 i M42 oraz bagnet K.

### Ogniskowa

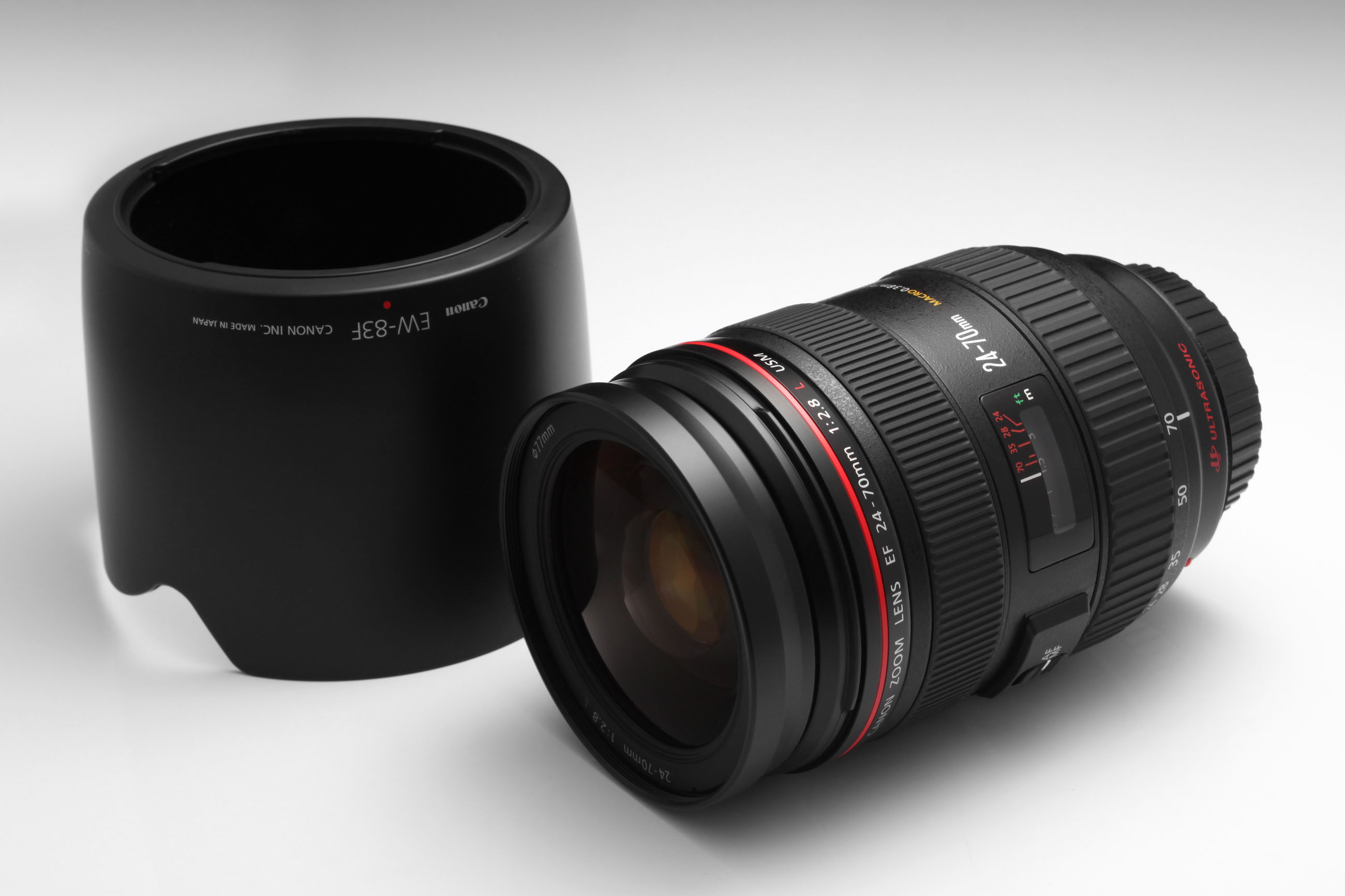
Obiektyw zmiennoogniskowy do lustrzanki jednoobiektywowej

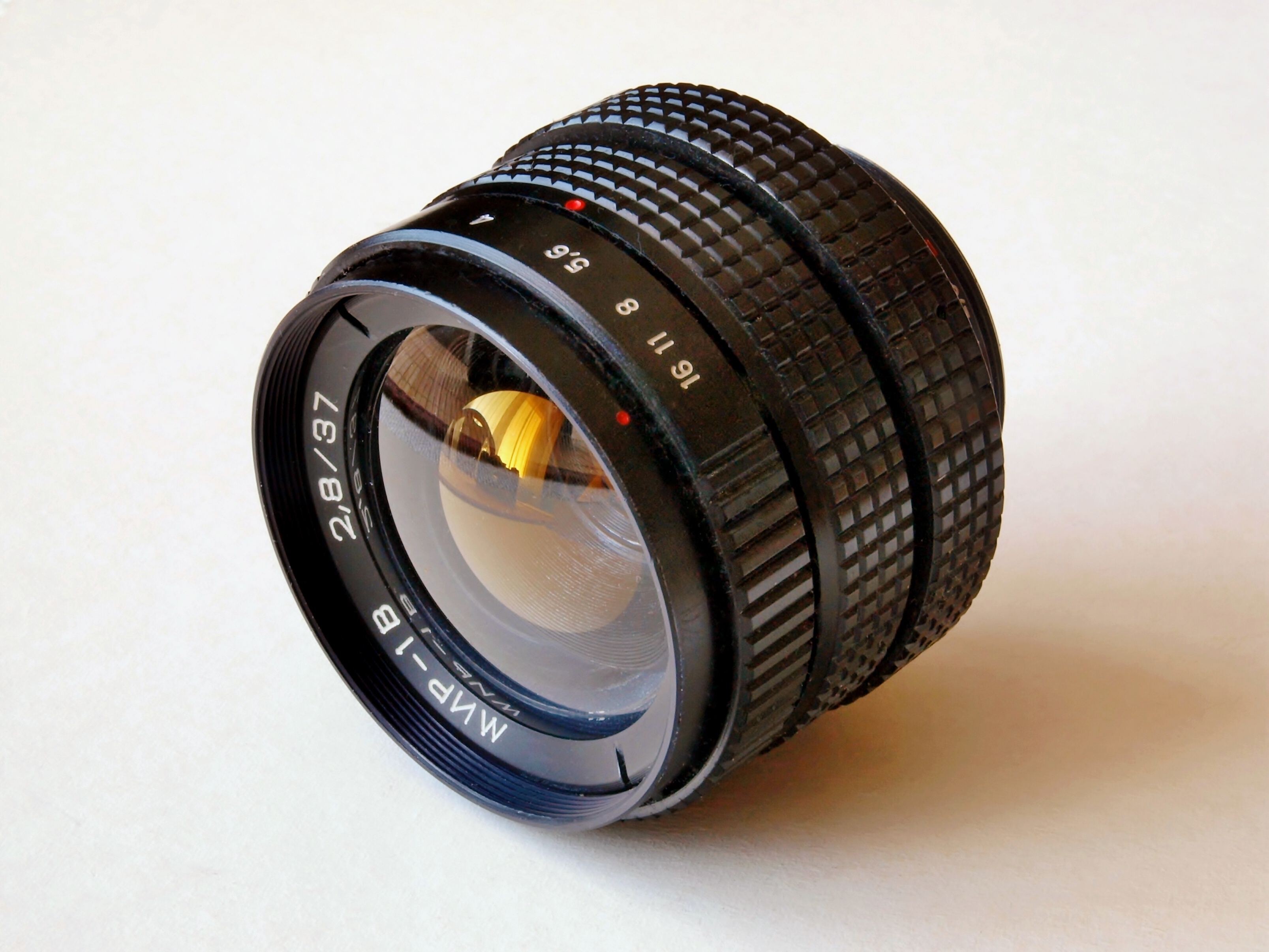
Obiektyw stałoogniskowy 37mm o jasności 2,8 z mocowaniem gwintowym M42

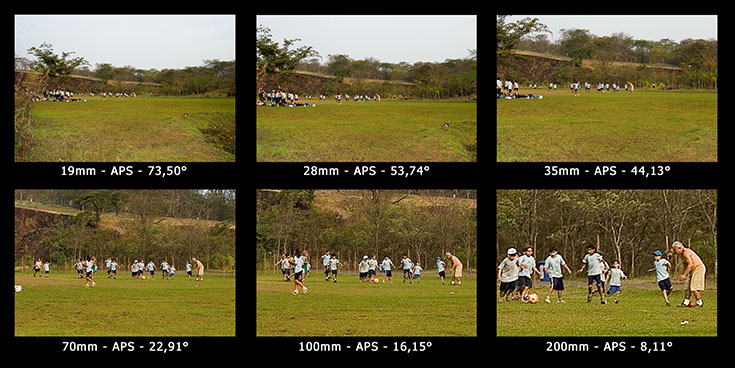
Kadr zdjęcia w zależności od długości ogniskowej (i kąta widzenia) obiektywu.

Ogniskowa to odległość pomiędzy punktem głównym obiektywu (często płaszczyzną przysłony lub środkiem soczewki) a punktem, w którym skupione zostaną promienie świetlne, które przed przejściem przez obiektyw biegły równolegle. Od ogniskowej zależy kąt widzenia obiektywu (potocznie określa się też często, że od ogniskowej zależy powiększenie obiektywu).
- Obiektywy zmiennoogniskowe to obiektywy, w których można w pewnym zakresie zmieniać ogniskową. Charakteryzują się dużą uniwersalnością, ale okupioną sporym ciężarem i gabarytami.
- Obiektywy stałoogniskowe są mniej uniwersalne, mniejsze i lżejsze. Często mają też lepszą jakość optyczną. Ze względu na wielkość ogniskowej (i co za tym idzie kąt widzenia) możemy je podzielić następująco:
  - Obiektywy standardowe, w których długość ogniskowej jest zbliżona do przekątnej matrycy lub błony rejestrującej obraz. Kąt widzenia takiego obiektywu jest zbliżony do kąta widzenia ludzkiego oka.
  - Obiektywy szerokokątne, w których długość ogniskowej jest znacząco mniejsza od przekątnej matrycy lub błony, a kąt widzenia jest większy od kąta widzenia ludzkiego oka.
  - Obiektywy wąskokątne (często nieprawidłowo nazywane teleobiektywami), w których długość ogniskowej jest znacząco większa od przekątnej matrycy lub błony, a kąt widzenia jest mniejszy od kąta widzenia ludzkiego oka. Obiektywy wąskokątne o umiarkowanej długości ogniskowej określa się niekiedy portretowymi.

|              | Kąt widzenia | Ogniskowa dla formatu 36×24 mm | Uwagi                                      |
| ------------ | ------------ | ------------------------------ | ------------------------------------------ |
| Szerokokątne | > 64°        | < 35 mm                        |                                            |
| Standardowe  | 64° – 35°    | 35–70 mm                       | 43,3 mm (46°) – kąt widzenia ludzkiego oka |
| Wąskokątne   | < 35°        | > 70 mm                        |                                            |

### Jasność
Jasność obiektywu to miara ilości światła przepuszczanego przez obiektyw do wnętrza aparatu. Miarą jasności obiektywu jest liczba przysłony obiektywu.

### Inne parametry
- Parametry optyczne:
  - zdolność rozdzielcza,
  - minimalna odległość przedmiotowa,
  - pole obrazowe obiektywu – podawane dla obiektywów aparatów wielkoformatowych, które mogą być stosowane dla różnych formatów zdjęcia,
  - przysłona krytyczna,
  - zakres przysłon,
  - winietowanie – polegające na niedoświetleniu rogów kadru.

- Parametry nie wpływające na jakość obrazu, ale mające znaczenie dla ergonomii jego użytkowania:
  - masa i wymiary,
  - średnica gwintu filtra.

### Właściwości obiektywu rzadko opisywane liczbami

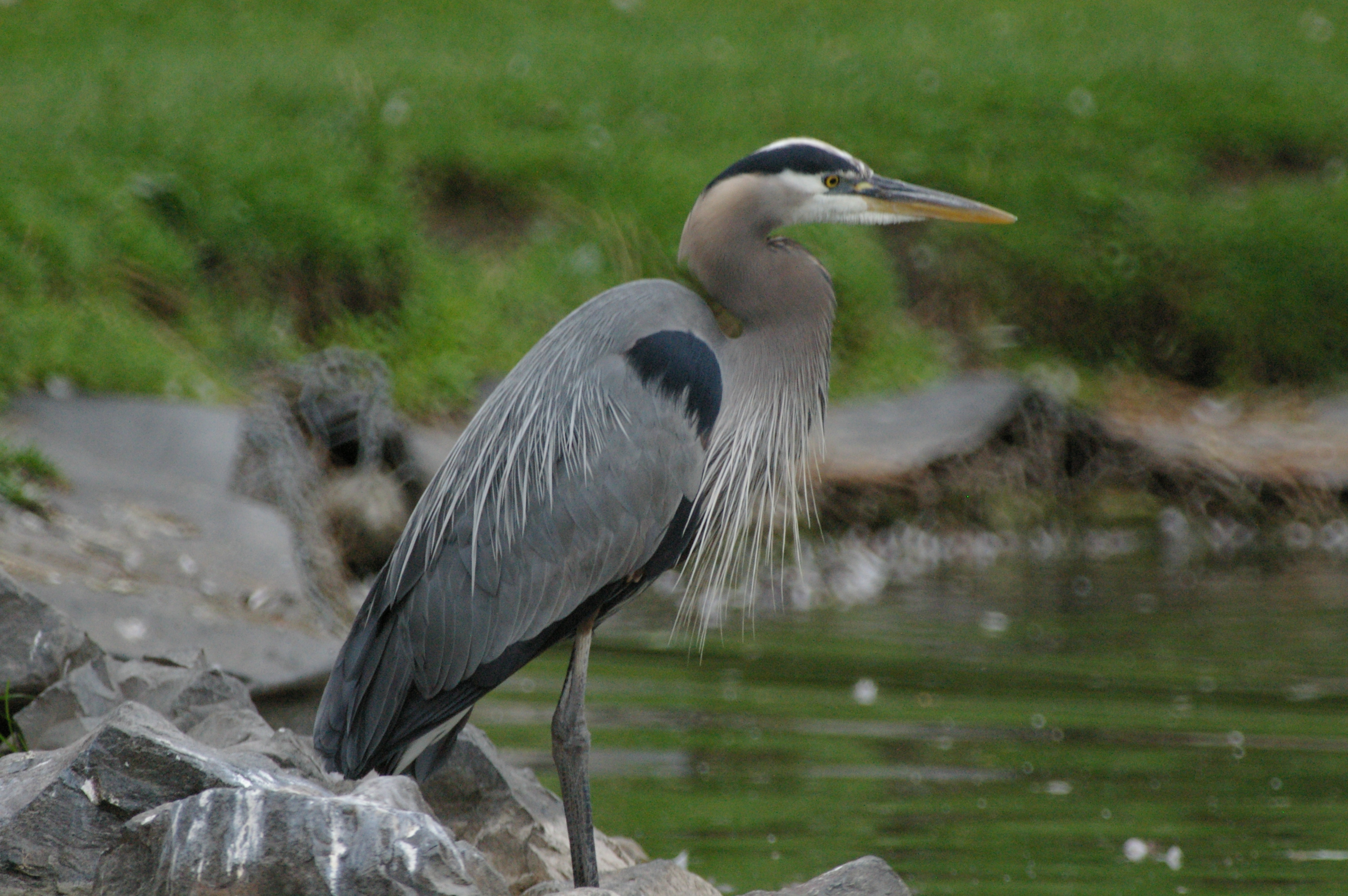
Nieprzyjemny bokeh (jasne punkty rozmyte jak obwarzanki) typowy dla obiektywu lustrzanego.

- Bokeh – rodzaj rozmycia obiektów znajdujących się poza głębią ostrości obiektywu. Jest niemożliwy do ujęcia w parametry liczbowe, a może mieć duże znaczenie dla ostatecznego wyglądu zdjęcia.
- Flary – pojawiające się na obrazie gdy obiektyw skierowany jest na źródło światła (na przykład lampy) rozbłyski i rozświetlenia. Pojawiają się na obrazie w różnych miejscach, często mają lekkie zabarwienie.

## Wady optyczne

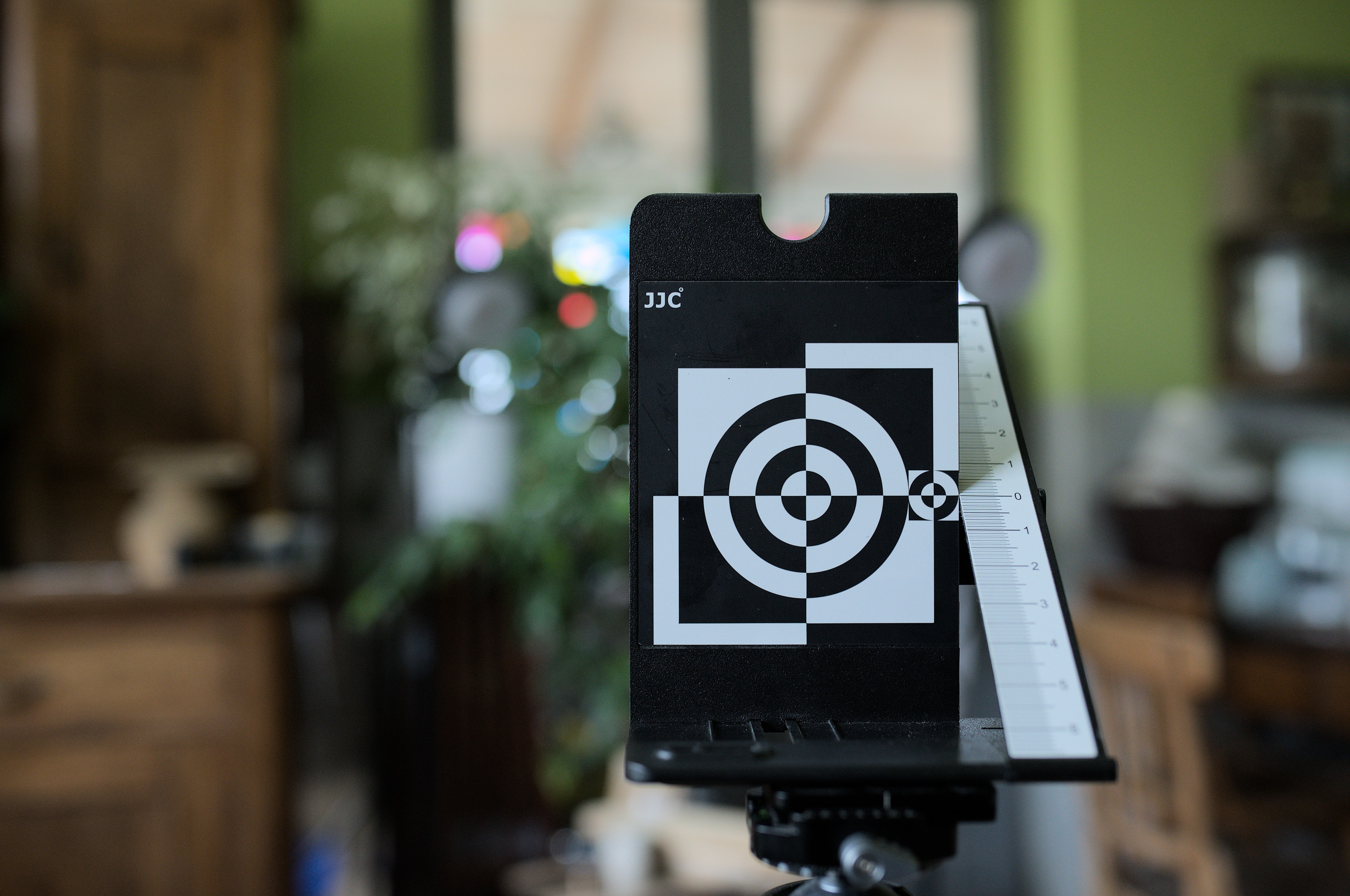
Przyrząd służący do kalibracji ostrości obiektywu

Obiektyw nie jest idealny, posiada wady optyczne (aberracje), które psują jego parametry. Najważniejsze z nich to:
- Aberracja chromatyczna – polegająca na tym, że promienie światła o różnej barwie (długości fali) skupiają się w różnych punktach. Obiektywy, które mają skorygowaną aberrację chromatyczną noszą nazwę achromatów i apochromatów.
- Astygmatyzm – polegający na tym, że promienie wychodzące z tego samego punktu, a przebiegające w dwóch prostopadłych płaszczyznach są ogniskowane w różnych punktach. Obiektywy ze skorygowanym astygmatyzmem noszą nazwę anastygmatów.
- Aberracja sferyczna – wynika z faktu, że sferyczne soczewki nie są idealnymi przyrządami skupiającymi promienie. Może być skorygowana przez użycie soczewki asferycznej lub odpowiedni dobór promieni krzywizny i gatunku szkła zespołu soczewek.
- Koma – Polega na tym, że wiązka promieni świetlnych wychodząca z punktu położonego poza osią optyczną tworzy obraz w kształcie przecinka. Obiektywy pozbawione komy nazywa się aplanatami.
- Dystorsja – wynika ze zmienności powiększenia dla punktów leżących w różnej odległości od osi optycznej. Symetryczne układy soczewek są wolne od dystorsji, a obiektywy ze skorygowaną dystorsją nazywa się ortoskopowymi.

Jeden obiektyw często posiada skorygowane wiele wad, może być na przykład achromatycznym i ortoskopowym anastygmatem. Nazwy skorygowanych układów optycznych są często identyczne z nazwami własnymi (handlowymi) pierwszych obiektywów, które posiadały taką korekcję.

## Specjalne rodzaje obiektywów fotograficznych

Zasada działania teleobiektywu (o ogniskowej f).

### Teleobiektyw
Teleobiektyw ze względu na specjalną konstrukcję ma odległość ogniskową większą niż długość jego obudowy. Potocznie mianem teleobiektywu określa się każdy obiektyw wąskokątny.

### Obiektyw makro
Obiektywy makrofotograficzne służą do wykonywania zdjęć, na których obiekt zostaje odwzorowany w naturalnych rozmiarach lub jest nieznacznie powiększony (kilka-kilkanaście razy).

### Obiektyw lustrzany
Obiektyw lustrzany to rodzaj teleobiektywu, w którym oprócz soczewek wykorzystano także lustra. Uzyskuje się dzięki temu zasadnicze zmniejszenie długości i masy.

### Rybie oko

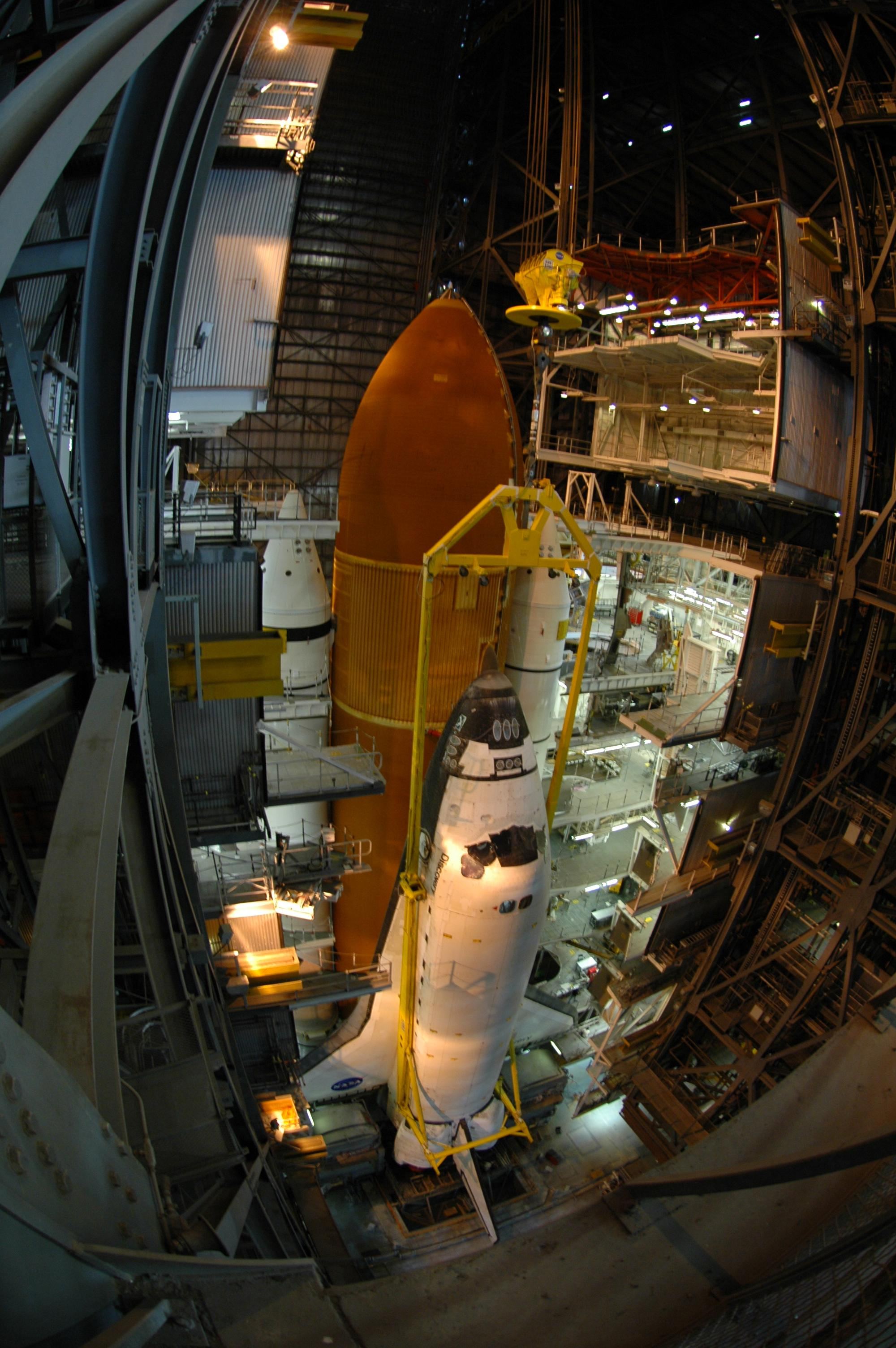
Zdjęcie wykonane obiektywem typu rybie oko

Rybie oko to obiektyw o bardzo krótkiej ogniskowej z nieskorygowaną dystorsją beczkową. Tworzy obrazy o bardzo charakterystycznych zniekształceniach perspektywy.

### Obiektyw reprodukcyjny
Obiektywy reprodukcyjne służą do wykonywania reprodukcji poligraficznych. Stawia się im bardzo wysokie wymagania. Zwłaszcza istotna jest korekcja aberracji chromatycznej i krzywizny pola.

### Obiektyw fotogrametryczny
Obiektywy te służą do lotniczych zdjęć topograficznych. Stawia się im bardzo duże wymagania odnośnie do precyzji odwzorowania wymiarów.

## Producenci
W Polsce pierwszą produkcję obiektywów fotograficznych prowadziły następujące zakłady:
- Fabryka Przyrządów Optycznych „FOS” w Warszawie – przed I wojną światową
- Polskie Zakłady Optyczne (PZO) – po 1921
- Warszawskie Zakłady Fotooptyczne – w końcu lat 60. wcielone do PZO.

Obecnie w Polsce nie produkuje się obiektywów fotograficznych.
Łączna liczba firm, które produkują lub produkowały obiektywy fotograficzne znacznie przerasta sto.
- Do najbardziej znanych firm aktualnie produkujących obiektywy do własnych aparatów zaliczyć można:
  - Canon,
  - Nikon,
  - Olympus,
  - Panasonic wraz z Leicą,
  - Pentax,
  - Sony wraz z Minoltą.

- Najbardziej znane firmy produkujące wymienne obiektywy do aparatów różnych marek to:
  - Tamron,
  - Tokina,
  - Sigma,
  - Samyang,
  - Zeiss.

## Wyposażenie dodatkowe
- Mieszek i pierścienie pośrednie to akcesoria używane w makrofotografii. Ich zadaniem jest zwiększenie odległości obiektywu od materiału światłoczułego, przez co zmniejsza się minimalna odległość fotografowania i rośnie skala odwzorowania,
- Soczewki nasadkowe i makrokonwertery mają również zastosowanie w makrofotografii. Zmniejszają ogniskową obiektywu przy zachowaniu odległości od materiału światłoczułego, przez co również rośnie skala odwzorowania,
- Adaptery,
- Filtry,
- Konwertery jak: telekonwerter, konwerter szerokokątny,
- Osłony przeciwsłoneczne.

## Budowa obiektywów

### Klasyczne obiektywy
Współczesne obiektywy mają często bardzo złożoną budowę – liczba soczewek może przewyższać 20 (ułożonych w kilkunastu grupach). Stosuje się także szeroko soczewki asferyczne, które dzięki małym aberracjom często mogą zastąpić kilka soczewek sferycznych. W obiektywach wysokiej klasy powszechnie stosuje się nowe rodzaje szkła, o specjalnych właściwościach. Z tych powodów, oraz ze względu na używanie nazw klasycznych obiektywów do celów marketingowych, poniższe zestawienie ma charakter głównie historyczny.
- Obiektyw otworkowy – otworek może być uznany za najprostszy „okład optyczny” zdolny do wytworzenia rzeczywistego obrazu obiektów. Jasność takiego „obiektywu” jest niewielka (rzędu kilkuset), a obraz jest nieostry.
- Monokl, czyli menisk – to obiektyw składający się z jednej soczewki. Ze względu na kiepską jakość obrazy stosowany był tylko w najprostszych aparatach popularnych dużego i średniego formatu (na przykład w polskim Ami). Obecnie, przy użyciu soczewek asferycznych, możliwe osiągnięcie dużo lepszych rezultatów[2].
- Achromat – obiektyw z dwóch sklejonych soczewek, skupiającej i rozpraszającej, wykonanych z różnych gatunków szkła. Umożliwia częściową korekcję aberracji chromatycznej. Niegdyś achromaty były powszechnie używane do kamer wielkoformatowych i nazywane „obiektywami krajobrazowymi”.

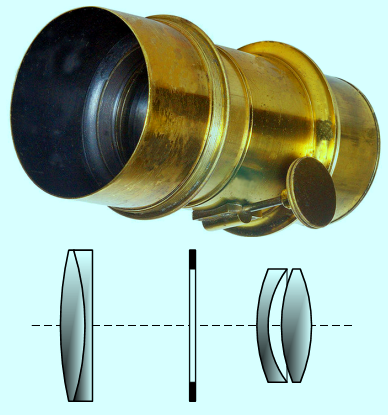
Obiektyw Petzvala

- Obiektyw Petzvala[3] – Został zbudowany w 1840 by przez Józsefa Petzvala. Składał się z dwóch zespołów po dwie soczewki, umieszczonych w dużej odległości, po obu stronach przysłony. Charakteryzował się bardzo dużą (jak na swoje czasy) jasnością (f/3,7) i kątem obrazu około 30°. Był bardzo popularny, zwłaszcza do końca XIX wieku. Jeszcze w latach 50 XX w. używano go często jako portretowego w wielkoformatowych kamerach studyjnych.
- Dublety – to obiektywy składające się z dwóch członów skupiających (często symetrycznych) umieszczonych po obu stronach przysłony.
  - Peryskop – składa się z dwóch identycznych pojedynczych soczewek. Pozwalał wyeliminować dystorsję i komę, był stosowane w najprostszych aparatach i do konstrukcji pierwszych obiektywów szerokokątnych. Peryskopem był Bilar, stosowany w polskim popularnym aparacie fotograficznym Druh.
  - Aplanat – zbudowany jest z dwu achromatów ustawionych symetrycznie.
  - Obiektyw Dagor

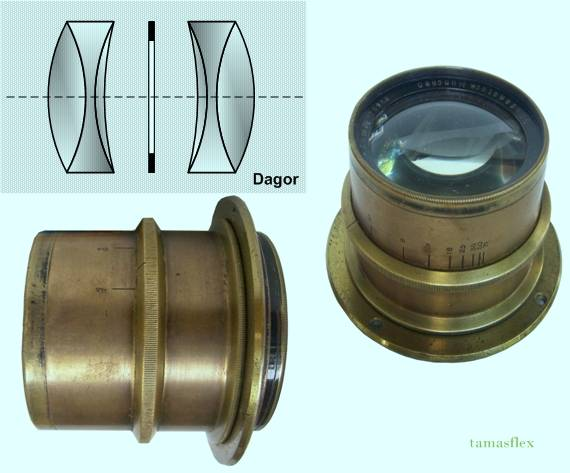
Obiektyw Dagor

Dagor – to pierwszy anastygmat, zbudowany w roku 1899. Składa się z dwóch członów zawierających po trzy soczewki. Miał bardzo dobre właściwości optyczne i jego konstrukcja była kopiowana przez innych producentów: Symmar Schneidera, Helioplan Meyera, Isogon Schneidera. Niektóre wersje tego obiektywu były zbudowane tak, że jego połówkę można było wykorzystać jako jednoelementowy obiektyw o dwukrotnie dłuższej ogniskowej.
- Tryplety – to obiektywy składające się z trzech grup soczewek – rozpraszającej pomiędzy dwiema skupiającymi. Wszystkie tryplety są anastygmatami, bardziej złożone z nich korygują również w znacznym stopniu inne aberracje.
  - Tryplet Cooka to najprostsza wersja trypletu, składająca się z trzech pojedynczych soczewek. Była bardzo powszechnie stosowana w najprostszych popularnych aparatach, zarówno średniego formatu, jak i małoobrazkowych. Taką konstrukcję posiadały polskie obiektywy Emitar i Euktar stosowane w lustrzankach dwuobiektywowych Start oraz obiektyw T produkcji ZSRR stosowany w aparatach Smiena.
  - Tryplety czterosoczewkowe – posiadają w jednej z grup dwie klejone soczewki. Zwykle jest to grupa tylna (Tessar Zeissa i bardzo liczne obiektywy pochodne), ale może też być przednia (Culminar Steinheila). Charakteryzowały się bardzo dobrą jakością obrazu przy umiarkowanej jasności i stosunkowo prostej konstrukcji. Do tej grupy należały zwykle niedrogie obiektywy standardowe do aparatów małoobrazkowych średniej klasy.
  - Budowa obiektywu Sonnar f/1,5 50 mm (tryplet wielosoczewkowy)

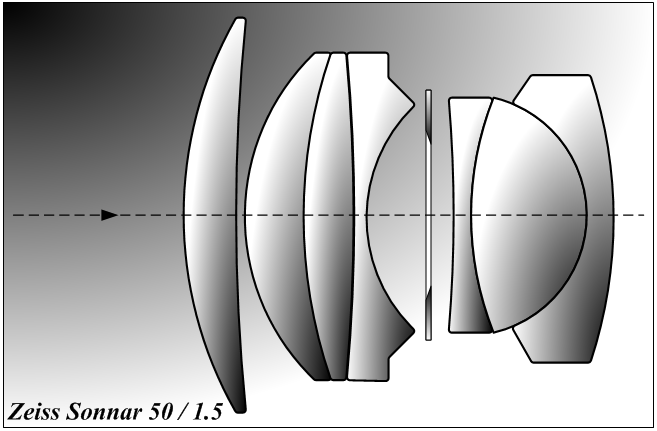
Budowa obiektywu Sonnar f/1,5 50 mm (tryplet wielosoczewkowy)

Tryplety wielosoczewkowe – bardziej złożone tryplety liczą od pięciu do siedmiu soczewek. Były budowane zarówno jako szeroko i wąskokątne, jak i standardowe. Wiele z nich osiąga bardzo wysoką jakość obrazu (i cenę). Charakteryzują się zwykle dużą jasnością (f/1,4 przy liczbie soczewek sięgającej siedmiu). Do bardziej znanych należą Hektor Leitza, Sonnar Zeissa, Heliar Voigtlandera, Primoplan Meyera, niektóre radzieckie Jupitery oraz liczne obiektywy japońskie.
- Obiektywy Gaussa – składają się z czterech członów, umieszczonych po dwa z obu stron przesłony. Większość wysokiej klasy obiektywów standardowych o dużej jasności (dochodzącej do f/1,2) do lustrzanek małoobrazkowych to obiektywy Gaussa. Można tu wymienić Biotar, Pancolar i Biometar Zeissa, Summilux, Summaron i Summicron Leitza, Nocton i Ultron Voigtlandera, radziecki Helios, oraz liczne obiektywy japońskie.

### Powłoki przeciwodblaskowe
Wszystkie współczesne obiektywy posiadają powłoki przeciwodblaskowe – pewną liczbę cienkich warstw odpowiednich substancji naniesionych na powierzchnie soczewek w celu zminimalizowania natężenia światła odbitego i zwiększenia natężenia światła przechodzącego. Zmniejszają znacząco możliwość powstawania flar.

### Stabilizacja obrazu
Stabilizator obrazu wbudowany w niektóre obiektywy to układ zapobiegający poruszeniu zdjęcia wynikającemu z drżenia aparatu przy długich czasach naświetlania. Pozwala na nawet 32-krotne przedłużenie czasu naświetlania przy fotografowaniu z ręki. Stabilizator wbudowany w obiektyw zwykle działa skuteczniej niż spotykany we wielu nowszych aparatach fotograficznych stabilizator korygujący położenie matrycy światłoczułej, szczególnie przy długich ogniskowych obiektywu. Jest on jednak znacznie droższy i z tego powodu jest wbudowywany w obiektywy wyższej klasy; często też na rynku znajdują się wersje zarówno z wbudowanym stabilizatorem, jak i bez niego.